# Duncan MacDougall (médecin)
Pour les articles homonymes, voir Duncan MacDougall et MacDougall.
Duncan MacDougall, né le 11 avril 1866 en Écosse et mort, le 15 octobre 1920, à Haverhill (Massachusetts),, était un médecin britannique naturalisé américain du début du XXe siècle, qui chercha à mesurer précisément la masse supposément perdue par le corps humain au moment de la mort, en l'assimilant au poids de l'âme.

## Lepoids de l'âme: théorie des 21 grammes

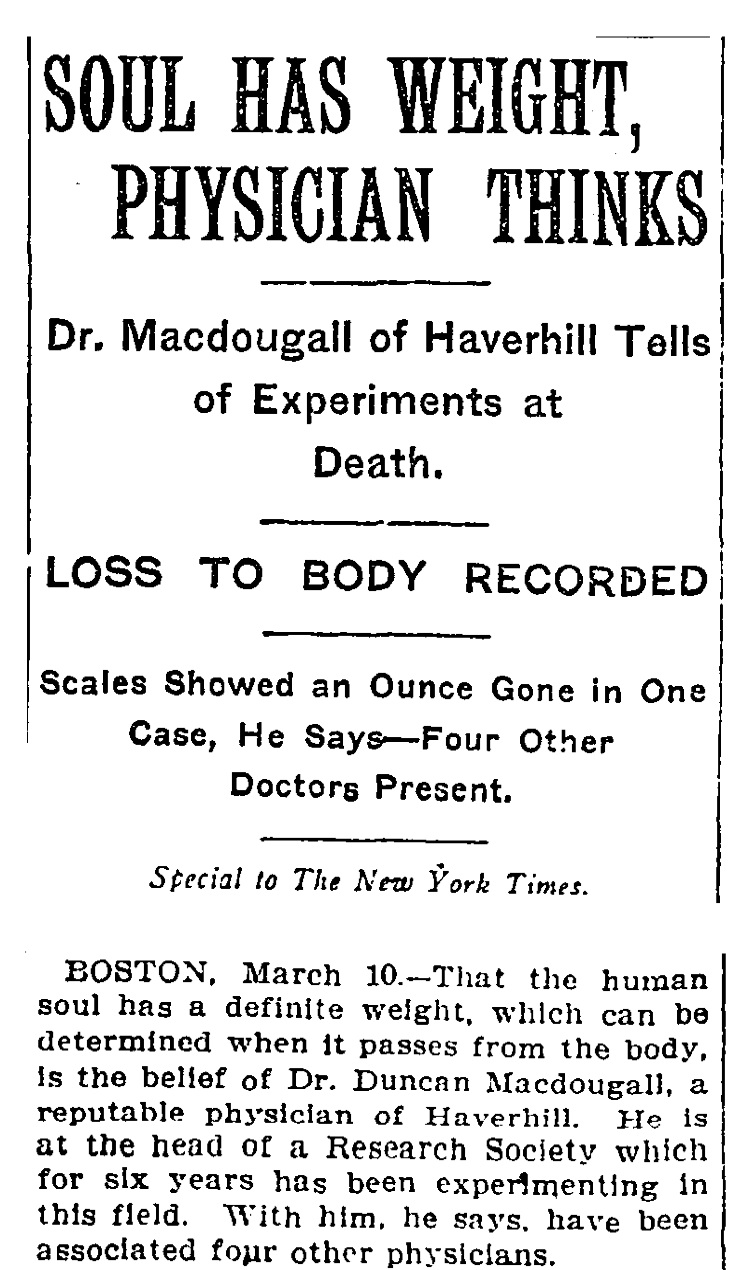
Article du New York Times du 11 mars 1907 : « l'âme a un poids, pense le médecin »

En 1907, MacDougall prit le poids de six patients moribonds avant et après leur mort. Constatant dans l'écart des mesures une portion non nulle non justifiable biologiquement, il en déduisit qu'il pouvait s'agir du poids de l'âme s'échappant du corps humain, ce qui en constituerait une preuve inédite. Il reproduisit l'expérience sur quinze chiens — drogués, et sans doute aussi empoisonnés — et ne constata aucune variation. MacDougall extrapola en imaginant que seul l'Homme possède une âme. En mars 1907, un compte-rendu de ces expériences fut publié par le New York Times et le journal médical American Medicine.
Bien que la « théorie des 21 grammes » soit ignorée, voire méprisée, par les scientifiques car elle ne se fonde pas sur une méthode rigoureuse (faiblesse de l'échantillon, imprécision des mesures, approximations du raisonnement, évaporation, un seul sur 6, etc.), elle s'est répandue comme un mème : beaucoup de gens en connaissent le principe et la répandent, par croyance sincère, ou par amusement. La théorie a inspiré le film d'Alejandro González Iñárritu 21 Grammes, et un roman d'André Maurois : Le peseur d'âmes.